# Chiesa di San Francesco d'Assisi (Gerace)
La chiesa di San Francesco d'Assisi è un antichissimo luogo di culto situato nella "piazza delle tre chiese" del borgo medioevale di Gerace. La monumentale chiesa è stata dichiarata "bene architettonico" di interesse nazionale e rappresenta un importante edificio in stile gotico della Calabria.
Dal dicembre 2014 il Ministero per i beni e le attività culturali la gestisce tramite il Polo museale della Calabria, nel dicembre 2019 divenuto Direzione regionale Musei.

## Storia

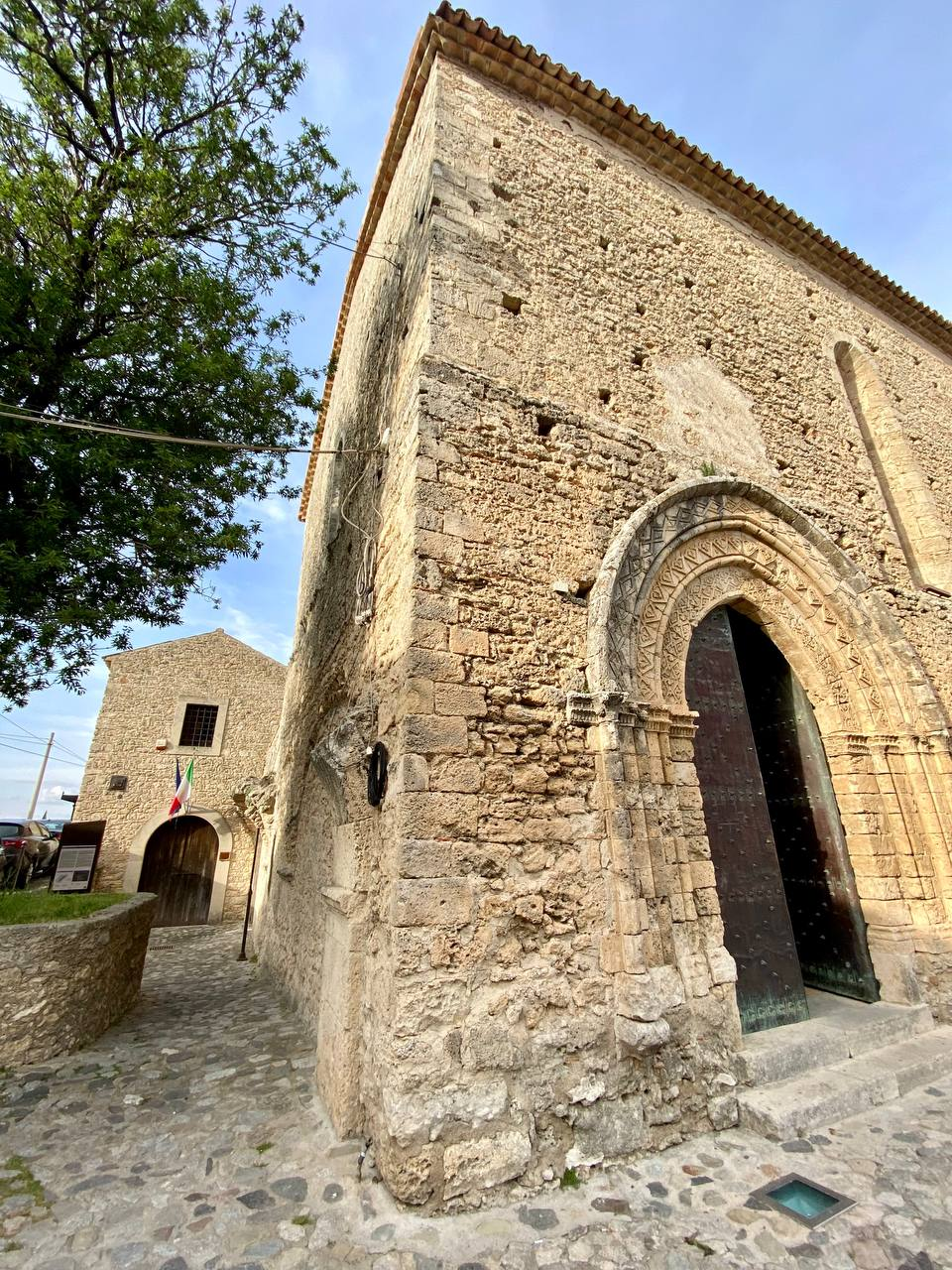
Immagine dell'esterno

La chiesa, costruita nel 1252 sulle rovine di un preesistente edificio romanico, si presenta a navata unica e faceva parte di un antico convento, fondato nei primi anni del XIII sec. da Daniele, compagno di san Francesco, e del quale rimane solo il pozzo ed una parte del chiostro. Analogamente a quanto si è verificato per la cattedrale dell'antico borgo, l'importante edificio religioso nel corso dei secoli ha conosciuto periodi di grandezza e splendore alternati a epoche buie, di decadenza e distruzione. Con la venuta dei francesi nel 1806 i frati dell'attiguo convento, temendo la confisca dei beni, portarono via tutte le opere ed i beni in essa presenti, impoverendo e disperdendo così l'enorme e ricco patrimonio artistico della chiesa. Tra il 1806 e il 1897 la chiesa venne adibita a prigione e subì enormi danni. Con la chiusura del carcere, l'edificio rimasto vuoto e privato della sua funzione di luogo di culto, ospitò un mulino, un frantoio e abitazioni per uso civile. La struttura sembrava definitivamente compromessa fin quando, grazie alla Sovraintendenza alle antichità della Calabria, nel 1951 iniziarono i lavori di recupero e restauro dell'edificio che si protrassero per oltre vent'anni e consentirono all'intero complesso architettonico di essere recuperato e riportato all'antico splendore.

## Descrizione

### Esterno
La facciata principale, sulla quale si apre un imponente portale gotico ad arco acuto, con triplice archivolto decorato con motivi di ispirazione arabo-normanna, è inoltre arricchita da una monadatura, da diversi capitelli e da una svastica raffigurante il sole che, nella simbologia orientale, rappresenta l'eternità.

### Interno

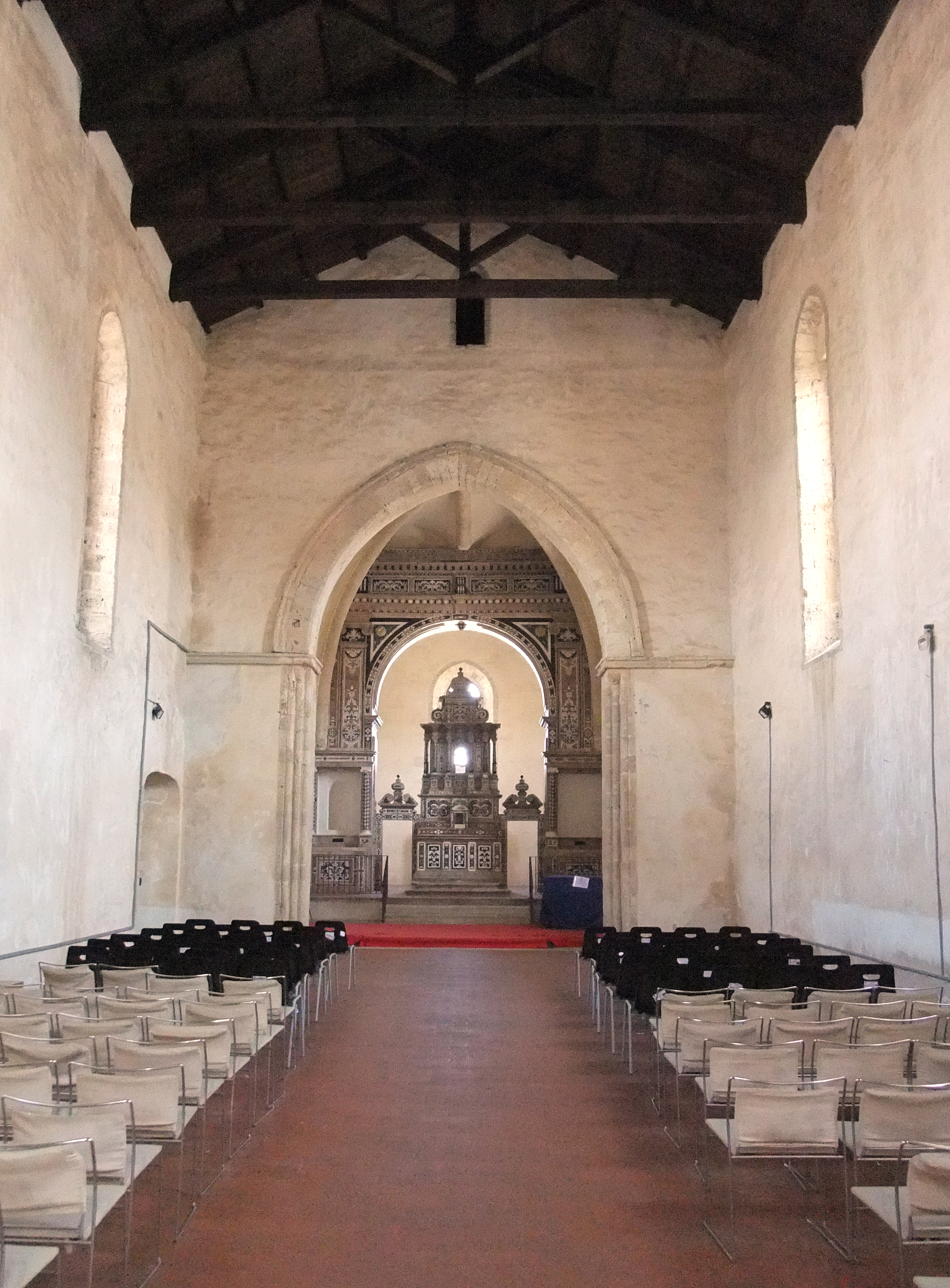
Interno della chiesa

L'interno della chiesa, pur presentandosi sobrio e disadorno, custodisce importanti elementi artistici ed architettonici. Vanno menzionati:
- il fastoso altare maggiore seicentesco in marmi policromi intarsiati, che costituisce uno dei più alti documenti del barocco calabrese.
- l'arco trionfale del 1664, in stile barocco e decorato con intarsi in marmi poilicromi, opera del frate geracese Bonaventura Perna,
- il sarcofago funebre del 1372 del guerriero Nicola Ruffo, opera eseguita da un discepolo dello scultore senese Tino da Camaino, sul quale vegliano santa Maria de Jesu affiancata ai lati da due angeli e i santi Pietro, Elena, Caterina e Paolo.

Tra gli scarsi resti dell'antica cappella di Santa Maria de Jesu, attigua alla chiesa, rimangono un sarcofago romanico anepigrafo e alcuni resti di due colonne gotiche. Le lunghe opere di restauro hanno consentito di portare alla luce parti del monastero dei padri Conventuali e un'ala del chiostro.